# زابوروویتس
زابوروویتس (به لهستانی:  Zaborówiec) یک روستا در لهستان است که در گمینا وییوو واقع شده‌است. زابوروویتس (۲۷۰) نفر جمعیت دارد.